# Парадний обладунок

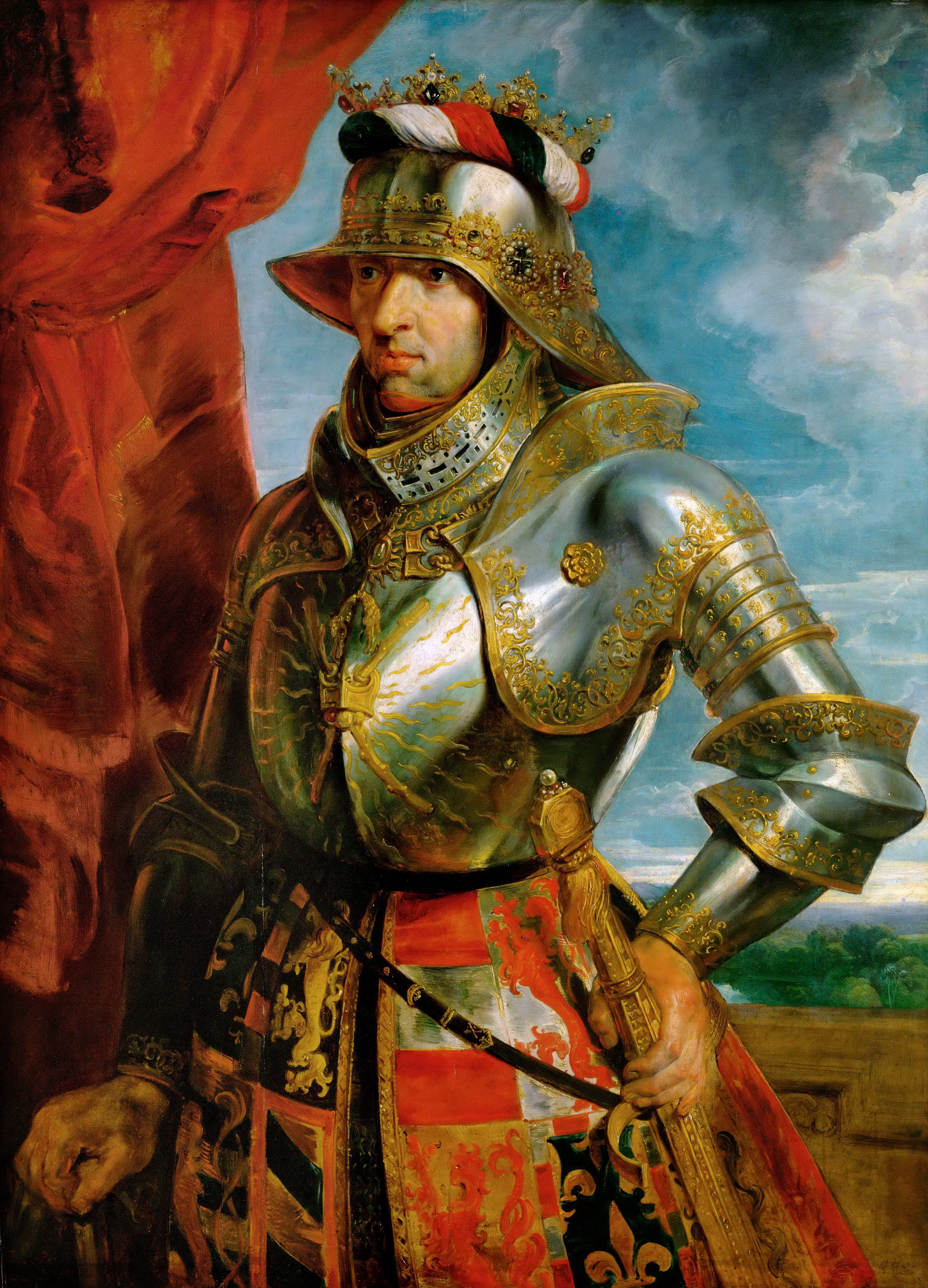
Імператор Максиміліан I в парадному обладунку. Портрет П. П. Рубенса. 1618 рік

Пара́дний обладу́нок — обладунок для парадних виїздів і урочистих церемоній. Міг бути непридатним для битв, у Європі часто був водночас і турнірним обладунком.

## Регіональні особливості
Єдиний обладунок, який повністю зберігся до наших днів — обладунок катафрактарія, парадний обладунок сакського царя, зроблений із чистого золота (тому й непридатний для бою).
У Месоамериці (доколумбова Центральна Америка) не було обладунків, але правителі одягалися в золото, яке, окрім прикраси, забезпечувало деякий захист, тому його можна назвати парадним обладунком.

### Японія
- Як парадний обладунок було дуже престижно надягати антикварний родовий обладунок, який побував у якійсь знаменитій битві.
- Деякі з дорогих обладунків використовувалися для залякування та були повністю покриті ведмежою шкурою та прикрашені величезними буйволячими рогами.
- За часів правління регентів із дому Ходзьо (коли були відсутні війни) стали відомими ламелярні обладунки з химерних дрібних пластин, які не вважалися парадними, однак у зв'язку зі своєю високою ціною та незвичністю їх можна назвати парадними. Більш того, виробництво таких обладунків з початком міжусобних воєн поступово зійшло нанівець.
- Цікаво, що кінські обладунки в Японії з'явилися в епоху Едо та призначалися тільки для парадів і урочистих виїздів. У добу Едо також поширювалися парадні обладунки, покриті карбуванням і гравіюванням.

### Індія
Парадні різновиди бригантини часто не мали внутрішніх металевих пластин, а лише декоративні заклепки на дорогій тканині. Парадні обладунки виготовлялися з особливої дрібної кольчуги, кінці кілець у якій були зігнуті, але не заклепані, від чого кільця такої кольчуги ламалися при першому ж ударі.

### Азія
У Середній Азії та на Близькому Сході був поширений надобладунник, який надягався поверх обладунку (халати, подекуди з головним убором), що захищав від сонця та використовувався під час парадів. При цьому зерцала надягали поверх одягу.

### Середньовічна Європа
До XV століття як парадні обладунки використовували бойові, прикрашені геральдикою: нашоломними фігурами (з пап'є-маше, пергаменту, тканини, шкіри, дерева), наплічними щитками та гербами на сюрко, кінській попоні й бригантині. Деякі одягали поверх шолома або кольчужного каптура справжню корону. Крім того, кольчуги прикрашалися вплетеними мідними кільцями, відполірованими до золотого блиску. Шоломи іноді розписували розчином золота в ртуті, після випаровування якої на шоломі залишався золотий малюнок. Додатково надягали лицарський пояс із золотими або позолоченими бляшками, а в XIV столітті з'явилися ланцюги для підвішування зброї й шолома, які також могли прикрашатися.
У XV столітті, у зв'язку з поширенням лат, з'явилися окремі виготовлені парадні обладунки на основі бойових, які відрізнялися від них перш за все тим, що були прикрашені золотом. При цьому в Німеччині дорогі обладунки, які не були парадними, мали рясне гофрування, а взуття до них забезпечувалося відстібними довгими носами. В Італії були поширеними прикрашені парадні шоломи з відкритим обличчям.
Крім того, у XV—XVI столітті деякі парадні лати обтягували ошатною тканиною, що прикрашалася геральдикою, яку прибивали до металу фігурними заклепками. У деяких обладунках металеву основу, приховану під тканиною, для зменшення ваги перфорували, створюючи багато отворів, але в такому випадку такий полегшений обладунок був непридатний для бою, хоча й міг використовуватися для турнірних поєдинків під час битви булавами. Металеві кіраси, обтягнуті тканиною, з'явилися ще наприкінці XIV століття. На той час був різновид крупнопластинчастих обладунків (корацин), перехідних від бригантин до лат.
Наприкінці XV — початку XVI століття через вплив доби Відродження з'явилися парадні обладунки в античному стилі, створені на зразок римських і давньогрецьких обладунків. Італійцям, які любили обладунки в стилі італ. alia romana (тобто римський), не потрібно було далеко їхати, щоб побачити обладунки римлян.
На початку XVI століття парадні обладунки стали доволі широквживаними та перетворилися в костюмні. Деякі парадні обладунки XVI століття, що називаються гротескними, мали забрало у вигляді людського обличчя, або й узагалі виготовлялися у вигляді тварин і міфологічних істот. У цьому ж столітті деякі обладунки розписували емаллю, малюючи на них справжні картини в стилі доби Відродження. Під час удару по обладунку емаль розсипалася, від чого ці обладунки були призначені для параду, а не для бою. Тоді ж поширювалися обладунки, яку прикрашали карбованням і гравіюванням, а також аплікаціями із золотих та срібних пластин.

У XVI—XVII столітті в Польщі й Литві (а також серед білоруської та української шляхти), у зв'язку з думкою сарматизму за часів правління Яна Собеського, були широковживаними обладунки з карацени (міцної клепаної луски), стилізовані під лускаті обладунки сарматських катафрактаріїв. Причому з карацени часто робили навіть парадні шоломи. Як і тогочасні гусарські обладунки, вони зазвичай захищали тільки тулуб і руки, іноді мали набедреники, але зустрічалися також і повні обладунки.

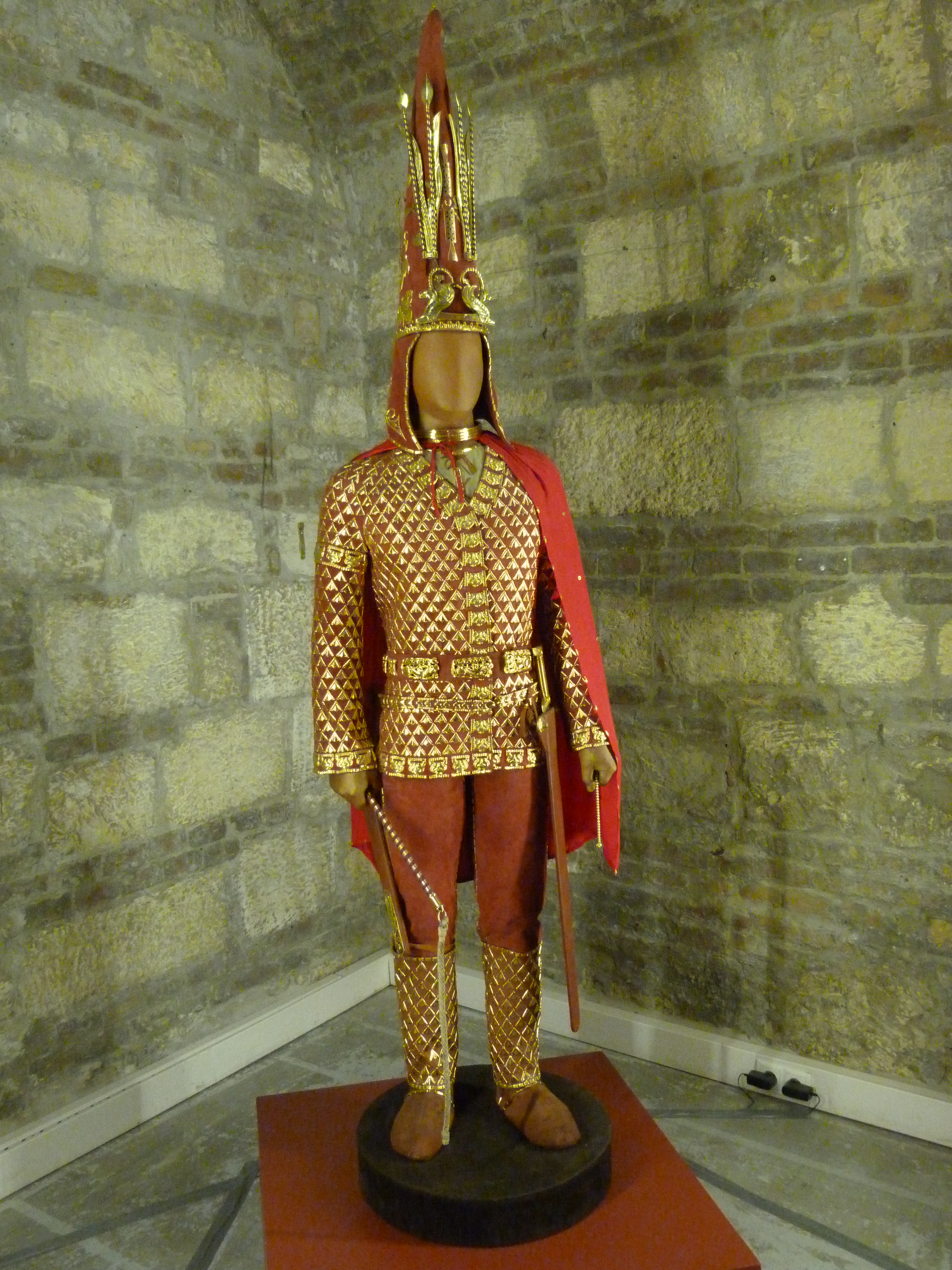
Іссикська золота людина. Парадний обладунок сакського царя із золотої луски на шкіряній основі, що є стилізованим обладунком катафрактія
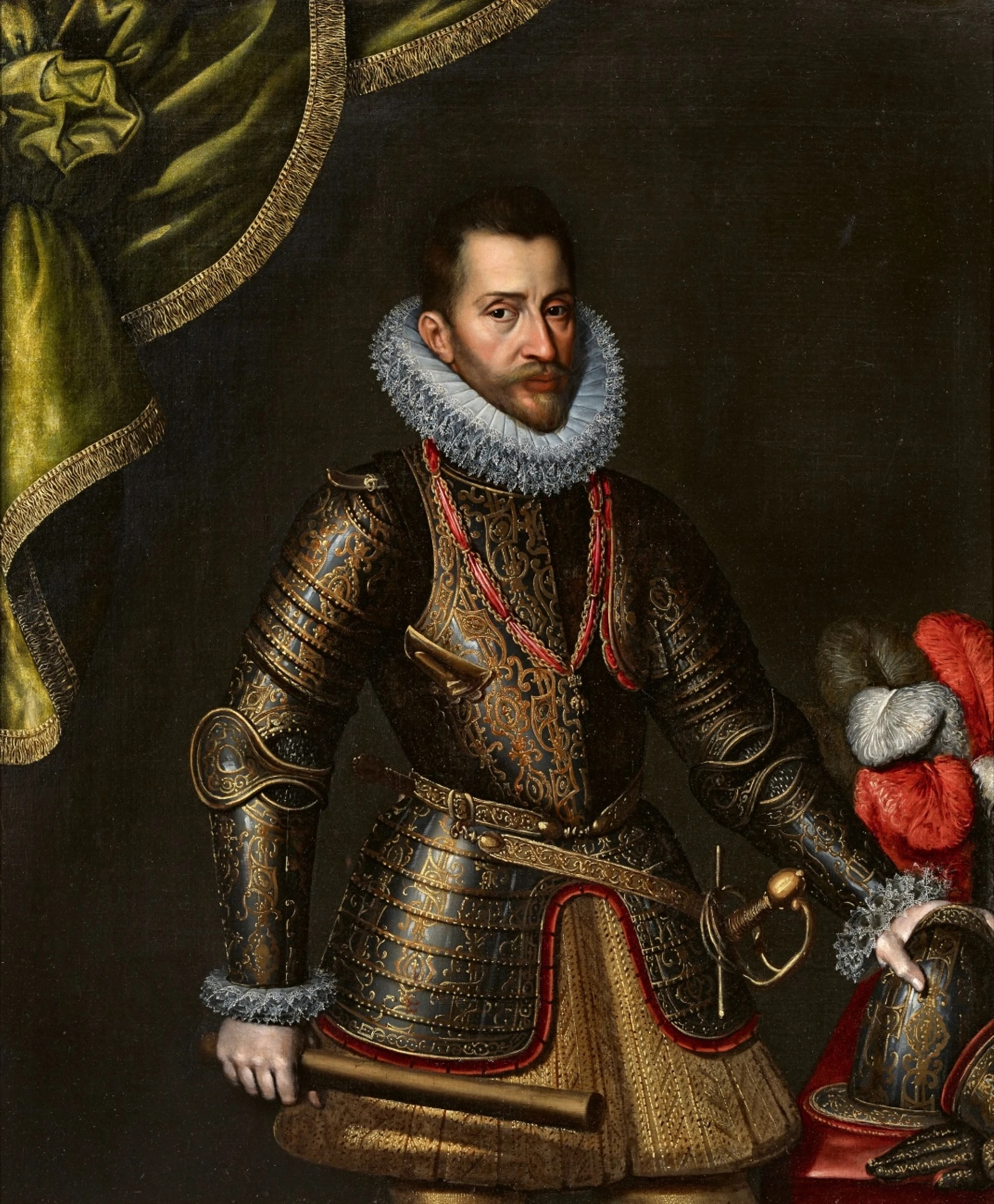
Парадний портрет Алессандро Фарнезе, герцога Пармського. XVI ст.
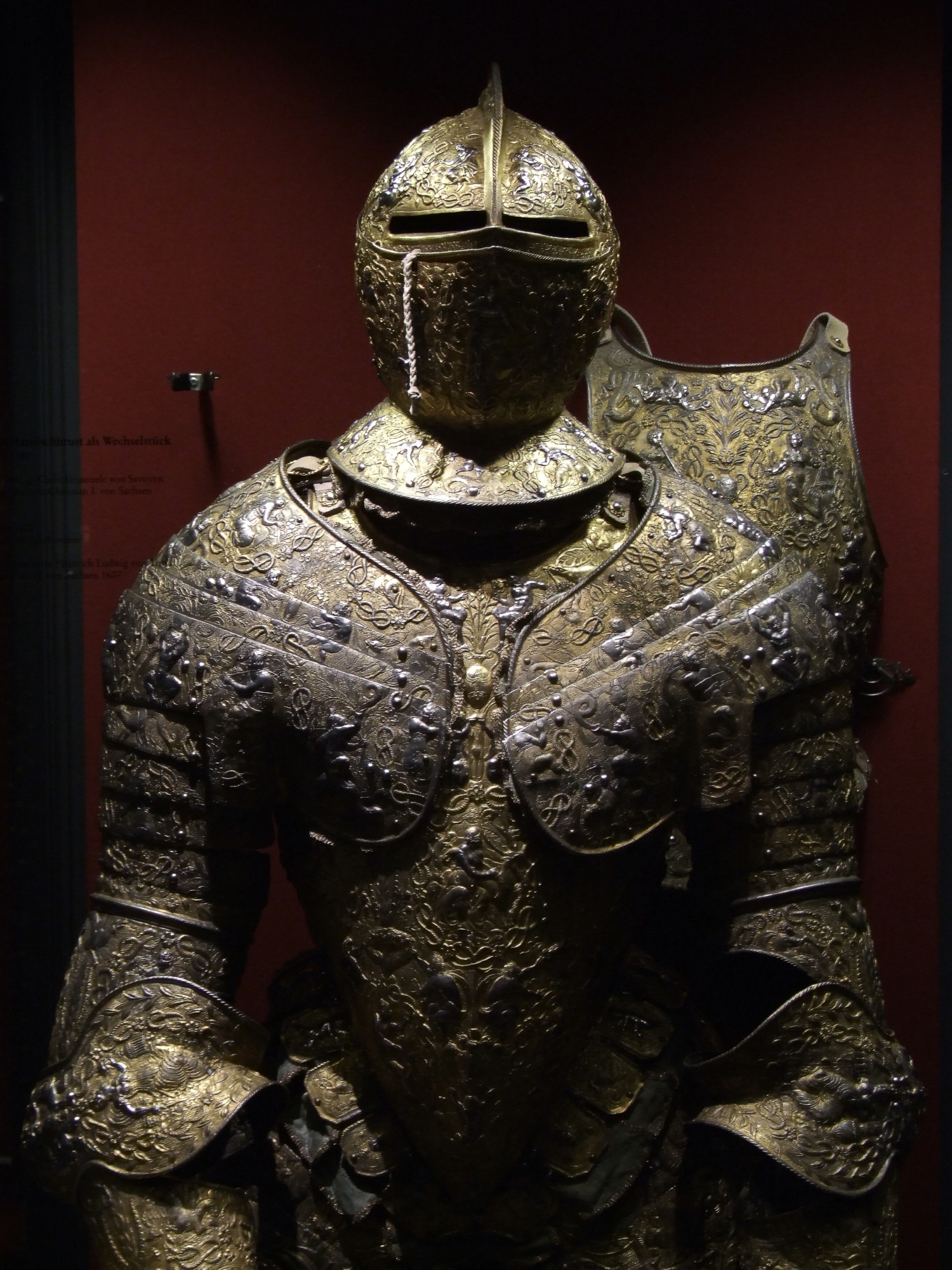
Німецькі парадні лати з карбуванням і позолотою. Приблизно 1588 р.
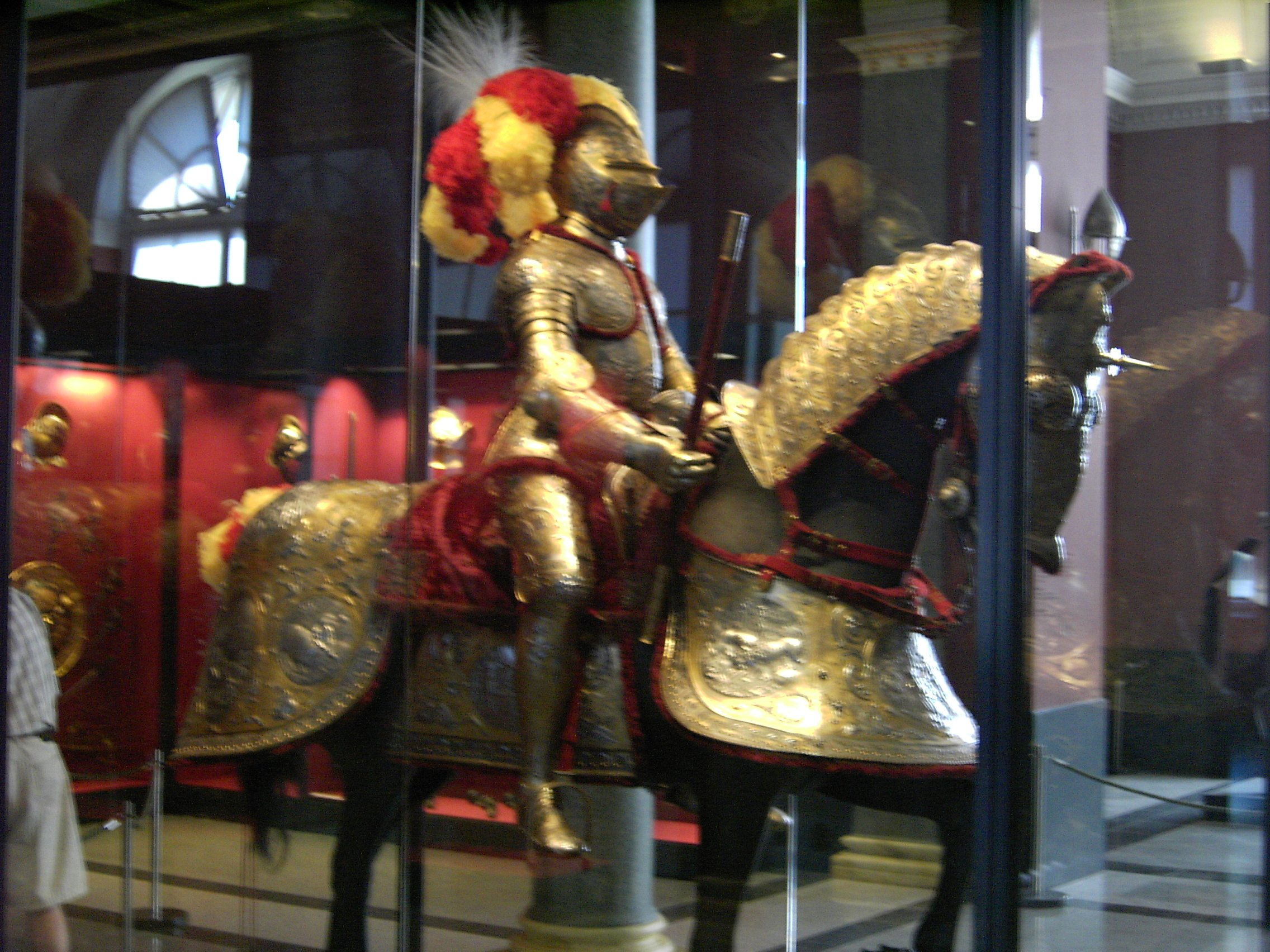
Парадний обладунок Крістіана II, курфюрста Саксонії. 1606 р.
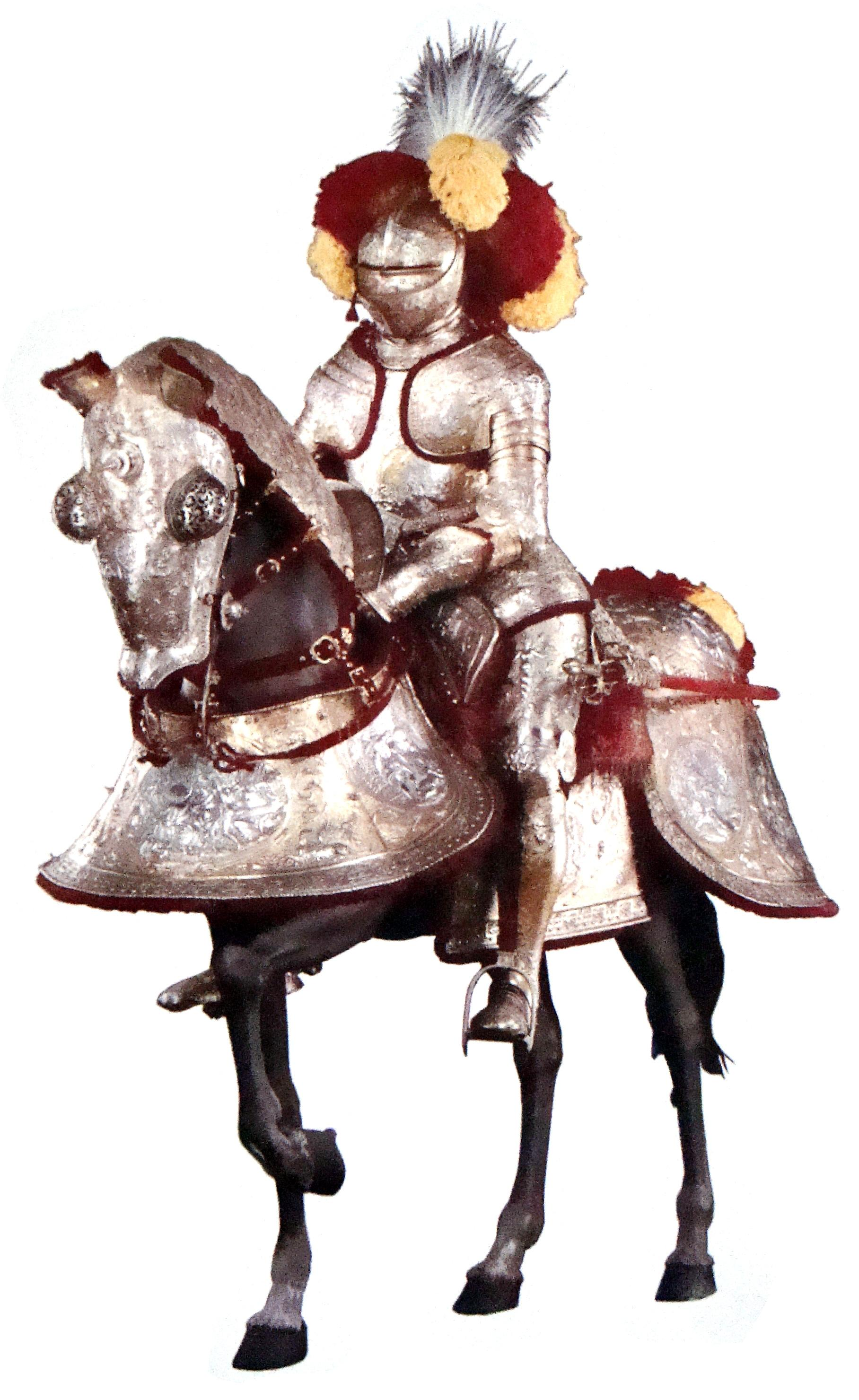
Парадний обладунок Еріка XIV, короля Швеції, робота майстра Елізеуса Лібертса з Амстердаму. 1564 р.
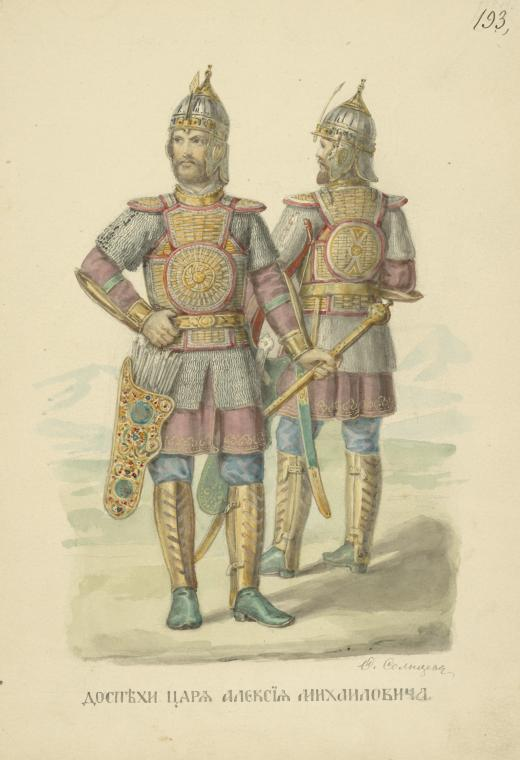
Солнцев Ф. Г. Парадні обладунки царя Олексія Михайловича